# Skraveltjärnen (Jokkmokks socken, Lappland)
Skraveltjärnen är en sjö i Jokkmokks kommun i Lappland och ingår i Luleälvens huvudavrinningsområde. Sjön har en area på 0,0519 kvadratkilometer och ligger 242,1 meter över havet.

## Delavrinningsområde
Skraveltjärnen ingår i det delavrinningsområde (737850-169548) som SMHI kallar för Ovan Kullmyrbäcken. Medelhöjden är 285 meter över havet och ytan är 5,92 kvadratkilometer. Räknas de 7 avrinningsområdena uppströms in blir den ackumulerade arean 107,91 kvadratkilometer. Görjeån som avvattnar avrinningsområdet har biflödesordning 2, vilket innebär att vattnet flödar genom totalt 2 vattendrag innan det når havet efter 159 kilometer. Avrinningsområdet består mestadels av skog (64 procent) och sankmarker (31 procent). Avrinningsområdet har 0,05 kvadratkilometer vattenytor vilket ger det en sjöprocent på 0,8 procent.